# Robert Scheerer
Robert Scheerer   (Santa Barbara, 28 de desembre de 1928 - Los Angeles, 3 de març de 2018) va ser un director, actor i productor de cinema i televisió nord-americà.
El treball de Scheerer en pel·lícules va començar amb el seu ball, incloent Mister Big (1943) i altres pel·lícules amb el grup de claqué The Jivin' Jacks and Jills. També va actuar en programes de televisió, com ara Dagmar's Canteen, Cavalcade of Stars i Four Star Revue. A Broadway, va actuar a The Boy Friend (1954), Top Banana (1951), Dance Me a Song (1950), i Presta una orella (1948). També va ser assistent del coreògraf de Tickets, Please! (1950).
El treball més notable de Scheerer inclou la direcció de Star Trek: La nova generació, Star Trek: Deep Space Nine i Star Trek: Voyager. Ha rebut tres nominacions als Premis Emmy per dirigir Fame. Va rebre un premi Emmy al millor director el 1964 per The Danny Kaye Show. Va fer el seu debut a Broadway al musical Lend an Ear el 1948, apareixent amb Carol Channing, Gene Nelson, i va guanyar un Theatre World Award pel seu actuació per un debut excepcional. Scheerer va dirigir la pel·lícula de comèdia policial de 1980 How to Beat the High Cost of Living, protagonitzada per Jessica Lange, Jane Curtin i Susan Saint James.
Scheerer va morir a Valley Village, Califòrnia.

## Filmografia

### Cinema
- It Happened at Lakewood Manor (1977)

### Televisió (selecció)
- Star Trek: Voyager: "Rise" (1997), "State of Flux" (1995)
- Star Trek: Deep Space Nine: "Shadowplay" (1994)
- Star Trek: The Next Generation (11 episodes)
  - "Inheritance" (1993)
  - "Chain of Command", Part I (1992)
  - "True Q" (1992)
  - "The Outcast" (1992)
  - "New Ground" (1992)
  - "Legacy" (1990)
  - "Tin Man" (1990)
  - "The Defector" (1990)
  - "The Price" (1989)
  - "Peak Performance" (1989)
  - "The Measure of a Man" (1989)

En una entrevista de 1992, Scheerer va dir: "M'encanta treballar amb un guió i un actor" i "A The Next Generation, els actors treballen molt, intenten coses i són agradables. El grup és treballador i divertit; riem molt i realment poden posar-se mans a la feina quan ho necessitin. Això és el que fa que sigui un plaer fer-ho."